# Cabeza de Hammurabi

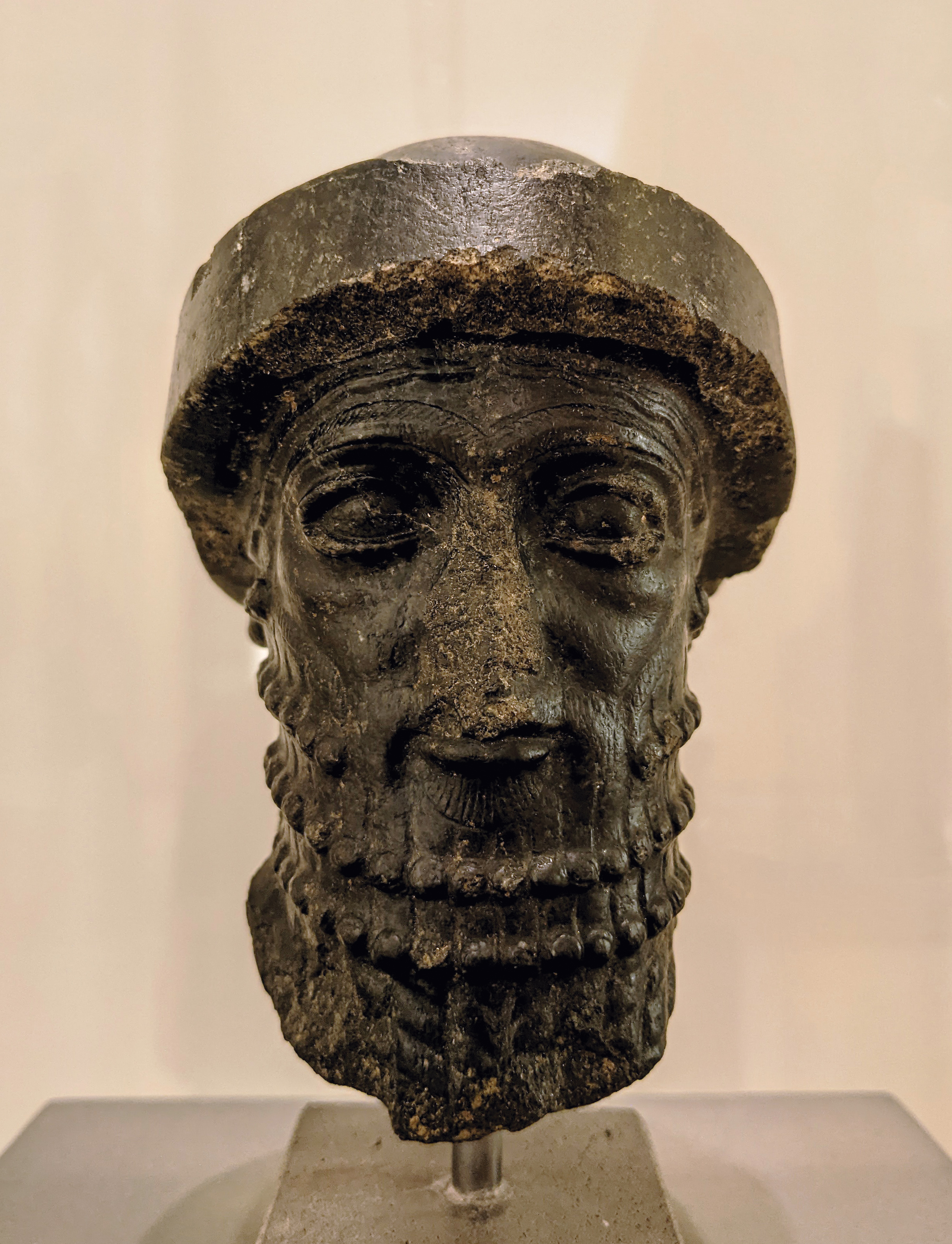
Cabeza real, conocida como Cabeza de Hammurabi, expuesta en el Museo del Louvre.

La cabeza de Hammurabi es una escultura que data del año 2000 a. C. aproximadamente, en época del Imperio paleobabilónico, un antiguo reino localizado en la región de Mesopotamia, en torno al actual Irak y que se originó a partir de la ciudad estado de Babilonia, extendiéndose por Acad y Sumeria.

## Hallazgo e historia

Mapa del Imperio paleobabilónico tras las conquistas de Hammurabi, hacia Los nómadas casitas, tal vez originarios del sureste de Irán, ya se habían establecido en los montes Zagros, en el límite oriental del imperio. No tardarían en avanzar sobre él.

La escultura fue hallada en unas excavaciones encabezadas por Jacques de Morgan, en Susa, antigua capital del imperio elamita, situada a unos 240 km al este del río Tigris, en el sudoeste del actual Irán a donde se cree que llegó después del saqueo de obras de arte realizado en el siglo XII a. C. por el rey elamita Shutruk-Nahhunte.
La escultura se creía en un principio que representaba el rostro de Hammurabi, un rey de Babilonia de la estirpe de los amorreos, sexto de la primera dinastía babilónica y sucedido por Samsu-iluna, aunque posteriormente se descartó debido a que la pieza se talló en una época anterior al reinado del mismo, siendo la hipótesis actual que la figura representaba a un rey o príncipe babilonio que reinó antes de Hammurabi.

## Características
- Material: diorita.
- Anchura: 9,7 centímetros.
- Altura: 15,2 centímetros.
- Diámetro: 11 centímetros.

## Conservación
La pieza se expone en el Museo del Louvre de París (Francia).